# 神奈川県道601号酒井金田線
神奈川県道601号酒井金田線 （かながわけんどう601ごう さかいかねだせん）は、神奈川県厚木市酒井から同市金田に至る一般県道である。厚木市東部を、相模川とほぼ並行して南北に結ぶ。

## 概要
- 陸上距離：6.4km
- 起点：神奈川県厚木市酒井 第二交通機動隊前交差点（国道129号接続）
- 終点：神奈川県厚木市金田 金田交差点（国道129号・国道246号接続）
- 1974年4月30日付で国道129号より現県道となる。
- Google マップ

## 通過する自治体
- 神奈川県
  - 厚木市

## 経路および交差・接続する道路・河川・鉄道路線
- 第二交通機動隊前交差点（国道129号）
- 岡田交差点（神奈川県道604号愛甲石田停車場酒井線）
- 立体交差（東名高速道路）
- 立体交差（小田急小田原線）
- 東町郵便局前交差点（神奈川県道40号横浜厚木線・神奈川県道43号藤沢厚木線）
- 元町交差点（神奈川県道43号藤沢厚木線）
- 第二鮎津橋（小鮎川）
- 第一鮎津橋（中津川）
- 金田交差点（国道129号・国道246号）

## 周辺の施設・地理
- 相模川
- 法雲寺
- 東名高速道路厚木インターチェンジ
- 厚木市立相川小学校
- 相模大橋
- あゆみ橋
- 厚木市総合グラウンド
  - 厚木野球場
  - 厚木市営プール